# Euploea obscura
Euploea obscura is een vlinder uit de familie Nymphalidae. De wetenschappelijke naam van de soort is voor het eerst geldig gepubliceerd in 1894 door Arnold Pagenstecher.